# Lobocleta cruorata
Lobocleta cruorata är en fjärilsart som beskrevs av W. Warren 1897. Lobocleta cruorata ingår i släktet Lobocleta och familjen mätare. Inga underarter finns listade i Catalogue of Life.